# Anthony Reed
Anthony Lavell Reed, (Monroe, Luisiana; 3 de enero de 1971) es un exjugador de baloncesto estadounidense. Con 1.98 de estatura, su puesto natural en la cancha era el de alero.